# Гонсалес Маркес, Хосе
Хосе Гонсалес Маркес (исп. Jose Gonzalez Marquez; род. 16 июля 1934, Пуэбла, Мексика) — мексиканский актёр и диктор.

## Биография
Родился 16 июля 1934 года в Пуэбле. В 1965 году поступил на театральный факультет, который он окончил несколько лет спустя. В мексиканском кинематографе дебютировал в 1984 году и с тех пор снялся в 10 работах в кино- и телесериалах.

## Фильмография

### Избранные телесериалы
- 1984 — «Да, моя любовь» — нотариус
- 1997 — «Волчица» — Обиспо
- 1998 — «Три жизни Софии» — Альберто Солис «Дон Бето»

## Дубляж
- 1984 — Фигурка страсти — рассказчик